# Anhalonina
Anhalonina es un alcaloide aislado de la planta Lophophora williamsii.